# Temerinska (Novi Sad)
Temerinska (srbsky Темеринска) je ulice v hlavním městě srbské autonomní oblasti Vojvodina, Novi Sad. Nachází se severně od středu města a jako radiální ulice zajišťuje spojení centra se starou silnicí směrem k městu Temerin. Končí u tržnice Najlon pijaca, kde dále v jejím směru pokračuje ulice Temerinski put. Dlouhá je cca 2,5 kilometru.

## Název
Ulice směřuje k městu Temerin a podle něho je rovněž i pojmenována.

## Historie
Ulice je zaznamenána již na mapách prvního josefinského vojenského mapování z konce 18. století. Tehdy končila u Šulcova mlýna (v prostoru dnešního kanálu DTD. Již tehdy nesla stejný název jako dnes a tehdy bylo její okolí (stejně jako dnes) zastavěno nízkými domy. Po maďarské okupaci Vojvodiny nesla název 1941 április 13 utca, odkazující na obsazení města maďarskou armádou. Jako Temerinská ulice (srbsky Temerini utca) byla pojmenována navazující (Temerinski put). Na této ulici došlo během okupace k četným raziím, zatýkáním a násilnostem. Současný název má od konce války. 
Ulicí byla k oblasti dnešního Temerinského mostu vedena až do svého zániku tramvajová doprava.

## Doprava
Jedná se o rušnou městskou ulici sloužící jako radiála. Ve své jižní části (blízko středu města) má dva jízdní pruhy v každém směru, od křižovatky s ulicí Partizanska potom jízdní pruhy tři a přes Temerinský most a dále na sever potom opět dva. 

## Významné objekty
- Kavárna Tři koruny (na samém jižním konci ulice)[4]
- Gymnázium Živorada Jankoviće